# Sarthe (departma)
Sarthe (oznaka 72) je francoski departma, imenovan po reki Sarthe, ki teče skozenj. Nahaja se v regiji Loire.

## Zgodovina
Departma je bil ustanovljen v času francoske revolucije 4. marca 1790 iz dela nekdanje province Maine.

## Geografija
Sarthe leži v severovzhodnem delu regije Loire. Na jugozahodu meji na departma Maine-et-Loire, na zahodu na Mayenne, na severu na departma regije Spodnje Normandije Orne, na vzhodu in jugovzhodu pa na departmaje Eure-et-Loir, Loir-et-Cher in Indre-et-Loire.